# Portland (Connecticut)
Portland ist eine Stadt im Middlesex County im US-Bundesstaat Connecticut, Vereinigte Staaten, mit 9.267 Einwohnern (Stand: 2019). Die geographischen Koordinaten sind: 41,58° Nord, 72,63° West. Das Stadtgebiet hat eine Größe von 24,1 km², etwa die Hälfte des Stadtgebietes besteht aus der Wasserfläche des Connecticut River.
Die Stadt trägt wegen seiner Steinbrüche auch den Spitznamen Quarry Town Der in den Steinbrüchen um Portland abgebaute Brownstone wurde nicht nur 1796 für den Bau des Old State House in Hartford verwendet. Die überwiegende Mehrheit der Brownstone-Gebäude in Connecticut so unter anderem die College Row an der Wesleyan University und der Long Walk am Trinity College sowie die berühmten Brownstone-Gebäude in New York City wurden mit Brownstone aus den Steinbrüchen von Portland gebaut. Heute ist einer der Steinbrüche in den Sommermonaten in einen Abenteuerpark mit Seilrutschen, Klippenspringen und Tauchmöglichkeiten verwandelt worden.

## Geschichte

### Anfänge
Die Ureinwohner des heutigen Portland gehörten zu einem indianischen Stamm, der als Wangunk ("große Biegung", bezogen auf den Connecticut River, der sich um die Hälfte des Stadtgebiets schlängelt) bekannt war. Sie kamen vor 8.000 bis 10.000 Jahren in die Gegend und ernährten sich von Ackerbau und der Jagd. Nachkommen der Wangunk leben noch heute im Gebiet von Portland.
Die ersten europäischen Amerikaner kamen in den 1650er Jahren in die Gegend von Portland, der erste der namentlich bekannt ist, war James Stanclift, ein englischer Steinmetz. Sie wurden von der leichten Verfügbarkeit des Bronwstones angezogen, der als Baumaterial aber auch für Grabsteine sehr begehrt war. Die Nähe des Flusses zu den Steinbrüchen machte den Transport der gebrochenen Steine erschwinglich. Dies führte zu einer Reihe von florierenden Familienunternehmen, die sich schließlich zu drei großen Partnerschaften zusammenschlossen.
Der Brownstone beschäftigte in Portland in den 1850er Jahren über 1.500 Menschen. Er wurde nicht nur in den großen Städte an der Ostküste wie New York und Boston als Baumaterial eingesetzt er wurde auch an die Westküste, nach Kanada und sogar nach England zeitweilig waren als 25 Schiffe auf dem Connecticut River mit dem Transport der Steine beschäftigt.
Portland war ursprünglich Teil von Middletown und war zunächst als East Middletown bekannt. Im Jahr 1767 wurde dann Chatham, das damals Portland und East Hampton umfasste, gegründet 1841 wurde Portland eigenständig.
Die älteste Kirche von Portland ist die First Congregational Church. Im Jahr 1710 wurde eine Versammlung für den Bau eines Versammlungshauses zum Predigen abgehalten. Die General Assembly von Connecticut genehmigte 1714 "Gemeindeprivilegien". Nach einer lautstarken Kontroverse wurde ein Standort für das neue Versammlungshaus der "Third Ecclesiastical Society of Middletown" am "Hall Hill" beschlossen. Am 25. Oktober 1721 wurde Rev. Daniel Newell als erste Pastor ordiniert. Der aus Bristol stammende und am Yale College ausgebildete Pastor starb 1731. 1748 wurde ein neues Versammlungshaus gebaut, und 1843 wurde der Name der Gesellschaft in "First Ecclesiastical Society of Portland" geändert.

### Spätes neunzehntes und zwanzigstes Jahrhundert
Bevor der Steinbruch im neunzehnten Jahrhundert zum Hauptindustriezweig der Stadt wurde, war Portland für seinen Schiffbau bekannt. Vor allem die Gildersleeve-Werft erlangte einige Bekanntheit. Das erste in der Stadt gebaute Schiff wurde 1741 zu Wasser gelassen. Während der Amerikanischen Revolution und des Krieges von 1812 wurden viele Schiffe der U.S. Navy in verschiedenen Werften der Stadt gebaut. Auch während des Amerikanischen Bürgerkriegs wurden auch einige Schiffe in Portland gebaut, so das Dampfschiff USS Guard und die Bark USS J.C. Kuhn.
Im späten neunzehnten Jahrhundert wurden in der Stadt Zinn- und Emaillewaren hergestellt. Auch der Tabakanbau war ein großer Wirtschaftszweig in der Stadt.
1895 beschloss die Stadt, eine öffentliche Bibliothek einzurichten, obwohl es bereits seit mehr als einem Jahrhundert private Bibliotheken in der Stadt gab. Die Portland Library war ursprünglich ein Raum im Rathaus mit etwa 800 Büchern, nachdem die private Portland Library Association alle ihre Bücher abgegeben hatte. Innerhalb weniger Monate nach ihrer Gründung spendete Horace B. Buck, 2.000 Dollar für die Errichtung eines separaten Bibliotheksgebäudes, und die Stadt stellte weitere 1.000 Dollar zur Verfügung. Shaler & Hall und Brainerd Quarries steuerten den Sandstein bei, und bevor das Gebäude fertiggestellt war, spendete Buck weitere 500 Dollar (nach seinem Tod hinterließ er weitere 2.500 Dollar). Die Bibliothek zog 1981 in ein anderes Gebäude um.
Im frühen zwanzigsten Jahrhundert erwuchs dem Bronwestone durch das neue Material Beton eine übermächtige Konkurrenz und dieser Industriezweig ging immer mehr zurück. Im Jahr 1936 überflutete der Connecticut River nach einem Sturm die Steinbrüche, damit endete die Geschichte dieses Industriezweigs in Portland zur gleichen Zeit brach auch der Schiffsbau zusammen.

## Bildung
Der Portland Public School District besteht aus vier Schulen:
- Portland High School & Middle School,
- Brownstone Intermediate School,
- Gildersleeve School
- Valley View School.

## Bekannte Gebäude
- Die Arrigoni Bridge verbindet Portland und Middletown, Connecticut.
- Portland Brownstone Quarries, gehören zu den National Historic Landmarks, sie wurden im Jahr 2000 auch in das National Register of Historic Places aufgenommen wurde. Sie sind jetzt der "Brownstone Exploration and Discovery Park"-Wasserpark mit Ziplining und verschiedenen anderen Wassersportarten.[5]
- Providence & Worcester-Eisenbahnbrücke, die im Video zum Billy-Joel-Hit "The River of Dreams" von 1993 eine wichtige Rolle spielt.[6]
- Williams und Stancliff Octagon Houses, Gebäude in der Marlborough Street 26 und 28 sie wurden 1976 in das National Register of Historic Places aufgenommen.[7]

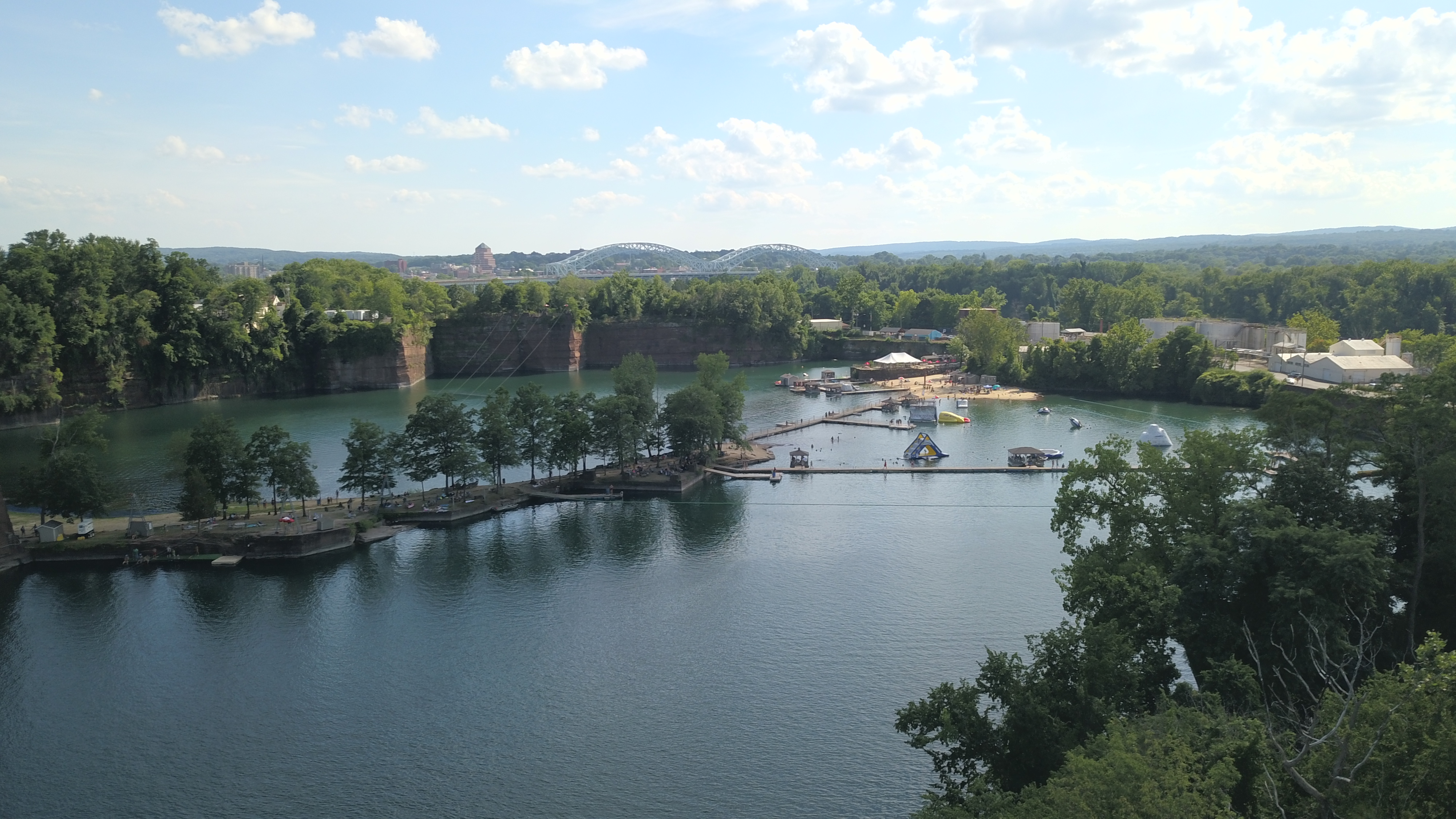
Brownstone Exploration and Discovery Park
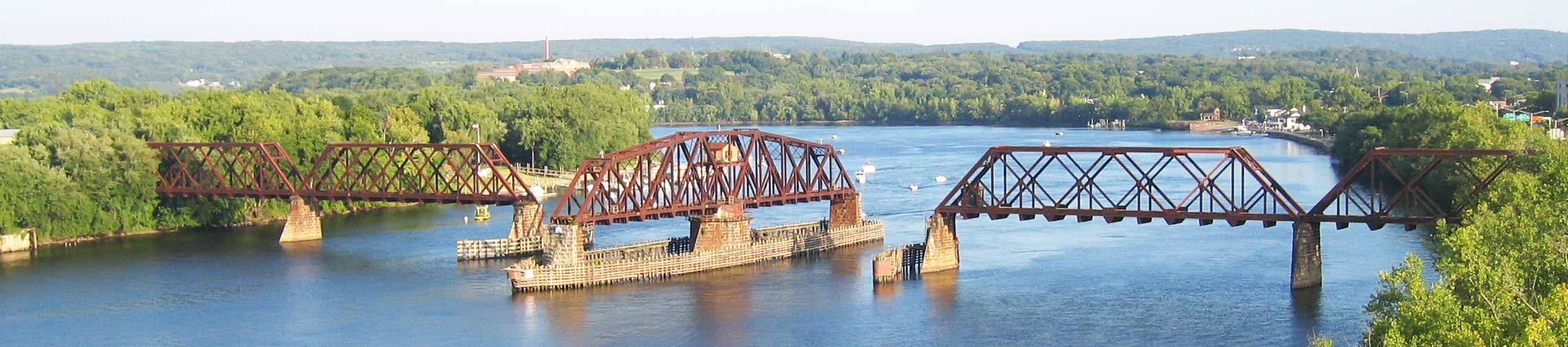
Providence & Worcester-Eisenbahnbrücke
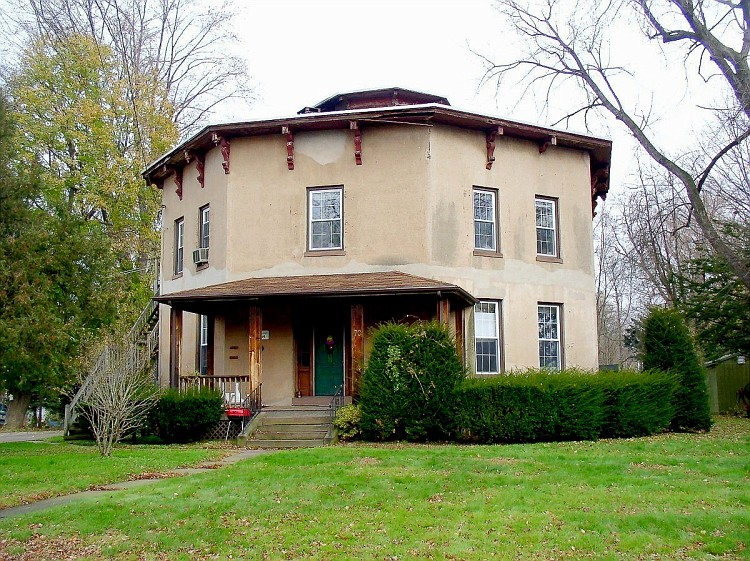
Eines der Octagon Houses

## Persönlichkeiten
- Oscar Hedstrom (1871–1960), Mitbegründer der Indian Motorcycle Company, lebte in der Stadt und ist in Portland begraben.
- Joey Logano (1990-), NASCAR-Championfahrer. Wuchs in der Stadt auf, bevor er umzog, um seine Karriere voranzutreiben.

## Freizeitmöglichkeiten
Neben dem bereits erwähnten Wasserpark im Brownstone-Steinbruch gibt es in der Stadt insgesamt acht Yachthäfen und Bootsclubs sowie drei 18-Loch-Golfplätze. Der YMCA betreibt auf dem Gemeindegebiet das Camp Ingersoll.